# Vultureni (Bákó megye)
Vultureni falu Romániában, Moldvában, Bákó megyében. Községközpont, közigazgatásilag 15 másik falu tartozik még hozzá: Bosia, Dădești, Dorneni, Ghilăvești, Godineștii de Jos, Godineștii de Sus, Lichitișeni, Medeleni, Nazărioaia, Reprivăț, Tomozia, Țigănești, Valea Lupului, Valea Merilor, Valea Salciei.

## Fekvése
Bákótól légvonalban 33 km-re délkeletre fekvő település.

## Népesség
A 2002-es népszámláláskor 2195 lakosa volt, melynek 96,96%-a román nemzetiségű volt. A népességből 97,15% volt görögkeleti ortodox.

## Külső hivatkozások
- Vultureni község honlapja (románul)